# Nazionale maschile under 19 di calcio della Scozia
La nazionale Under-19 di calcio della Scozia è la rappresentativa calcistica Under-19 della Scozia ed è posta sotto l'egida della federazione calcistica scozzese.
La selezione compete per il campionato europeo di calcio Under-19. In questa manifestazione ha raggiunto, come miglior piazzamento, il secondo posto nel 2006, nell'unica sua partecipazione dal 2002 ad oggi. Precedentemente, come rappresentativa Under-18, la Scozia si era aggiudicata l'edizione del 1982.

## Piazzamenti agli Europei Under-19
- 2002: Turno di qualificazione
- 2003: Turno di qualificazione
- 2004: Turno di qualificazione
- 2005: Fase Elite
- 2006: Secondo posto
- 2007: Fase Elite
- 2008: Turno di qualificazione
- 2009: Fase Elite
- 2010: Fase Elite
- 2011: Turno di qualificazione
- 2012: Turno di qualificazione
- 2013: Fase Elite
- 2014: Turno di qualificazione
- 2015: Fase Elite
- 2016: Fase Elite
- 2017: Fase Elite
- 2018: Fase Elite
- 2019: Fase Elite
- 2022: Fase Elite
- 2023: Turno di qualificazione
- 2024: Fase Elite